# Gerald B. Greenberg
Gerald B. Greenberg (Nova Iorque, 29 de julho de 1936 – Santa Mônica, 22 de dezembro 2017 ) foi um editor estadunidense. Venceu o Oscar de melhor montagem na edição de 1972 por The French Connection.